# Kostel svatého Vavřince (Těrlicko)
Kostel svatého Vavřince je farní kostel na Kostelci v obci Těrlicko, (okrese Karviná) v Moravskoslezském kraji.

## Historie
Na kopci Kostelec byla již v 11. století pohanská svatyně, která byla ve 13. století přeměněna na křesťanský kostel. Stavba kaple byla z pevného materiálu. Kostel byl pravděpodobně postaven během reformace, ale při svém nuceném odchodu v roce 1654 zničil poslední protestantský farář Jakub Sandaly všechny dokumenty, proto nelze tuto informaci blíže podložit. Kostel byl zasvěcený sv. Vavřinci. Okolo Kostelce táhla v roce 1683 na pouť sv. Vavřince vojska polského krále Jana Sobieského na pomoc obléhané Vídni. Budova byla devastována různými krádežemi a její stav se zhoršoval. Nejprve bylo nutné postavit samostatnou zvonici, do které se přesunuly zvony, pak došlo k zřícení celé zvonice při hurikánu. Po zdlouhavých vyjednáváních bylo rozhodnuto o výstavbě nového kostela. Stavba byla zadána v roce 1889 Jonhischovi z Těšína. Celkové náklady se vyšplhaly na 13 000 zlatých. Na stavbu přispěli farníci, ale také dary císař František Josef I., arcikníže Albrecht, kardinál Kopp, hrabě Larisch, kněží Onderek a Potiorek. Stavba byla dokončena a vysvěcena 16. srpna 1891. V kostele lze nalézt obraz sv. Vavřince z roku 1659. Mimo to kostela svatého Vavřince pochází takzvaná Madona z Těrlicka. Při restaurování obrazu byla objevena pozdně gotická desková malba z doby kolem roku 1500, jejíž autor pochází pravděpodobně z okruhu vratislavského umělce Jakoba Beinharta. Během restaurace nakonec vznikla dvě díla: pozdně gotická desková malba a kopie votivního obrazu v podobě z 19. století, na niž jsou umístěny originální aplikace. Tato druhá verze byla umístěna zpět v kostele svatého Vavřince. Vzhledem k tomu, že kostel sv. Trojice byl v oblasti, která byla při výstavbě Těrlické přehrady zaplavena a proto byly v kostele 11. února 1962 ukončeny bohoslužby a kostel byl 30. května 1962 odstřelen. Po likvidaci kostela sv. Trojice se farním kostelem stal kostel sv. Vavřince na kopci Kostelec. Do tohoto kostela byly přeneseny také některé památky z původního kostela sv. Trojice. V roce 1991 bylo oslaveno 100 let kostela a každoročně se zde koná pouť na svátek sv. Vavřince.

## Bohoslužby
| Kostel                  | Místo    | Bohoslužba (den)   | Hodina               |
| ----------------------- | -------- | ------------------ | -------------------- |
| Kostel svatého Vavřince | Těrlicko | úterý pátek neděle | 8.30 P 8.30 Č 9.00 Č |

## Galerie

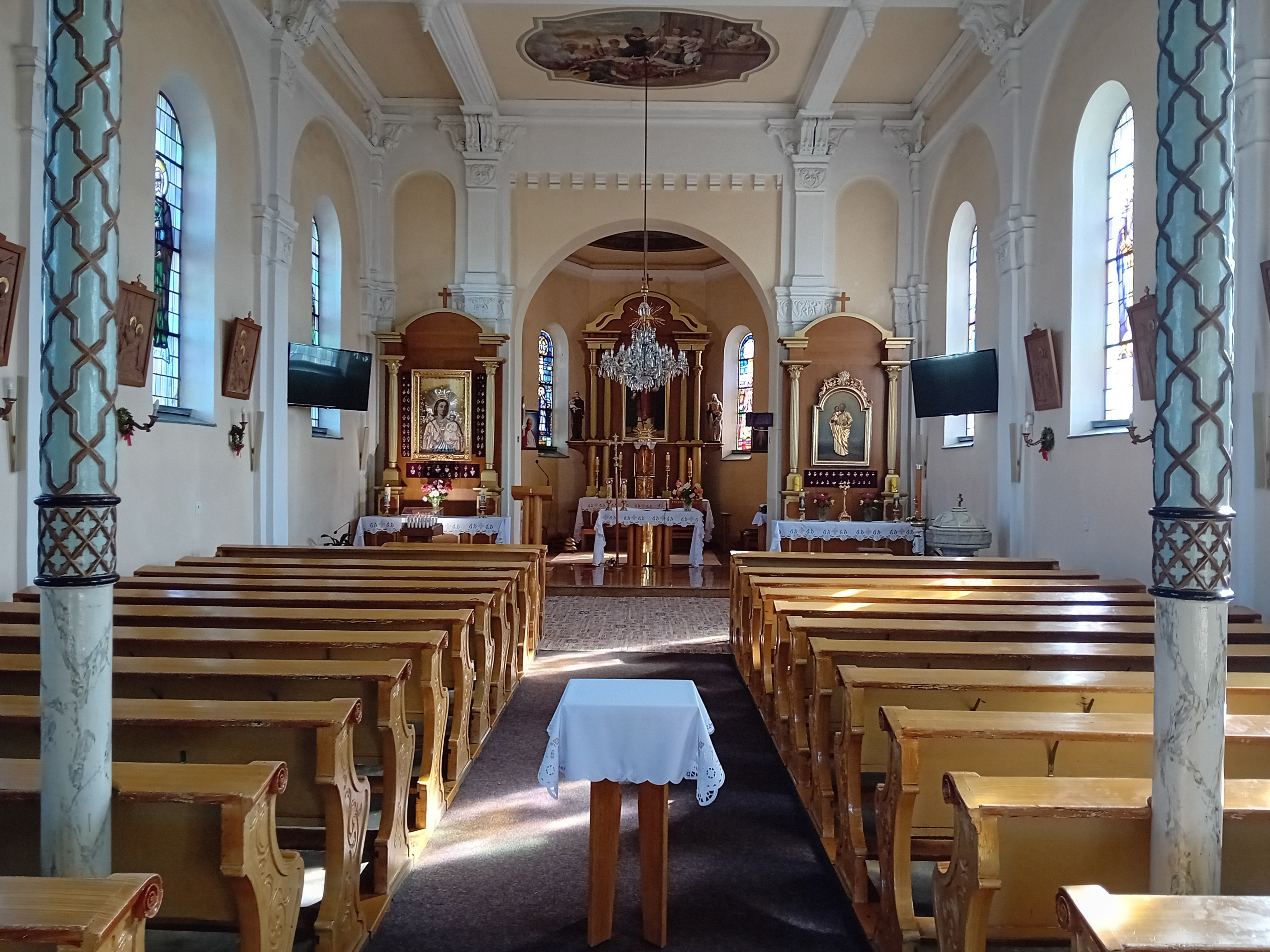
Interiér kostela
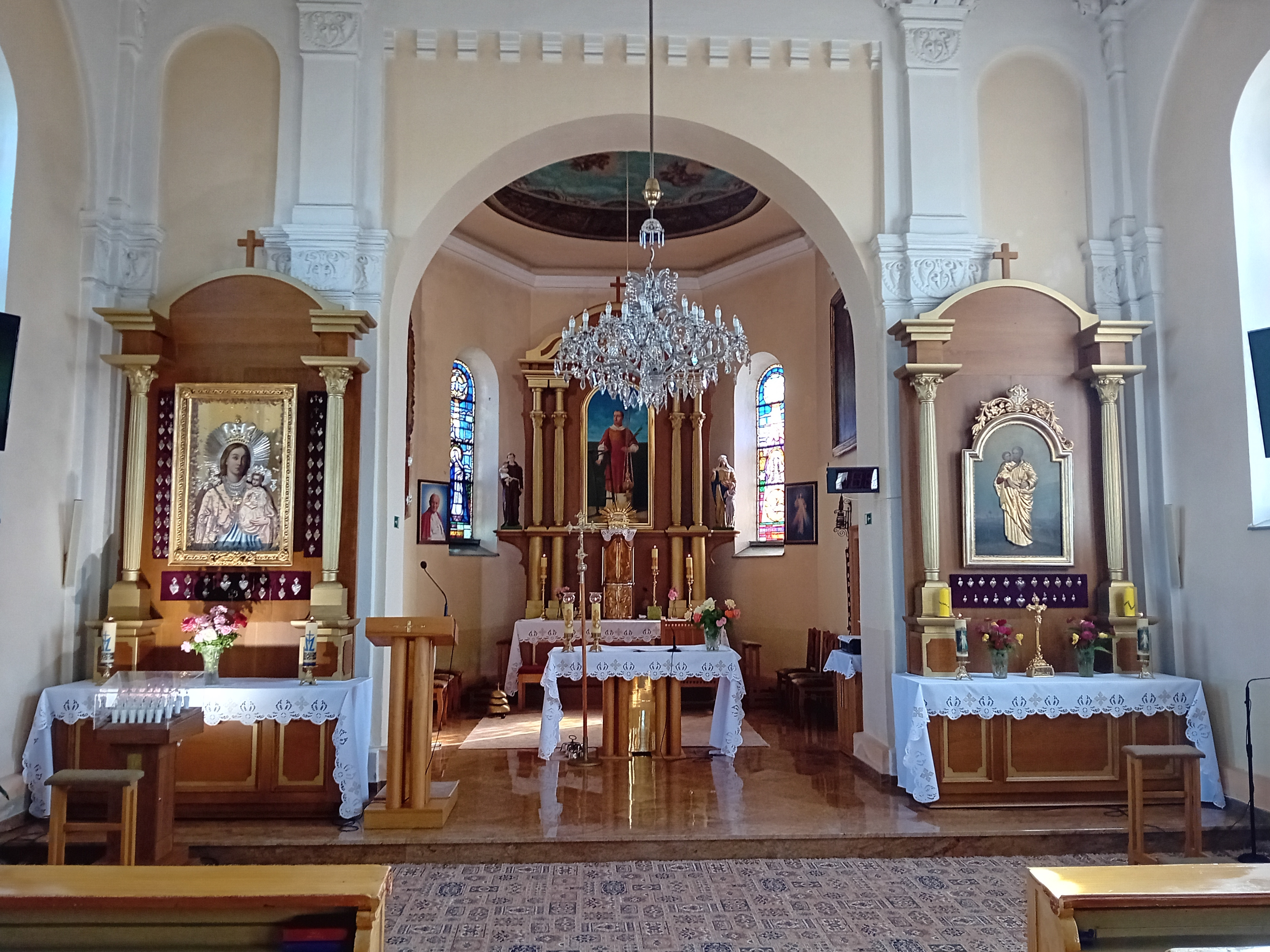
Hlavní oltář
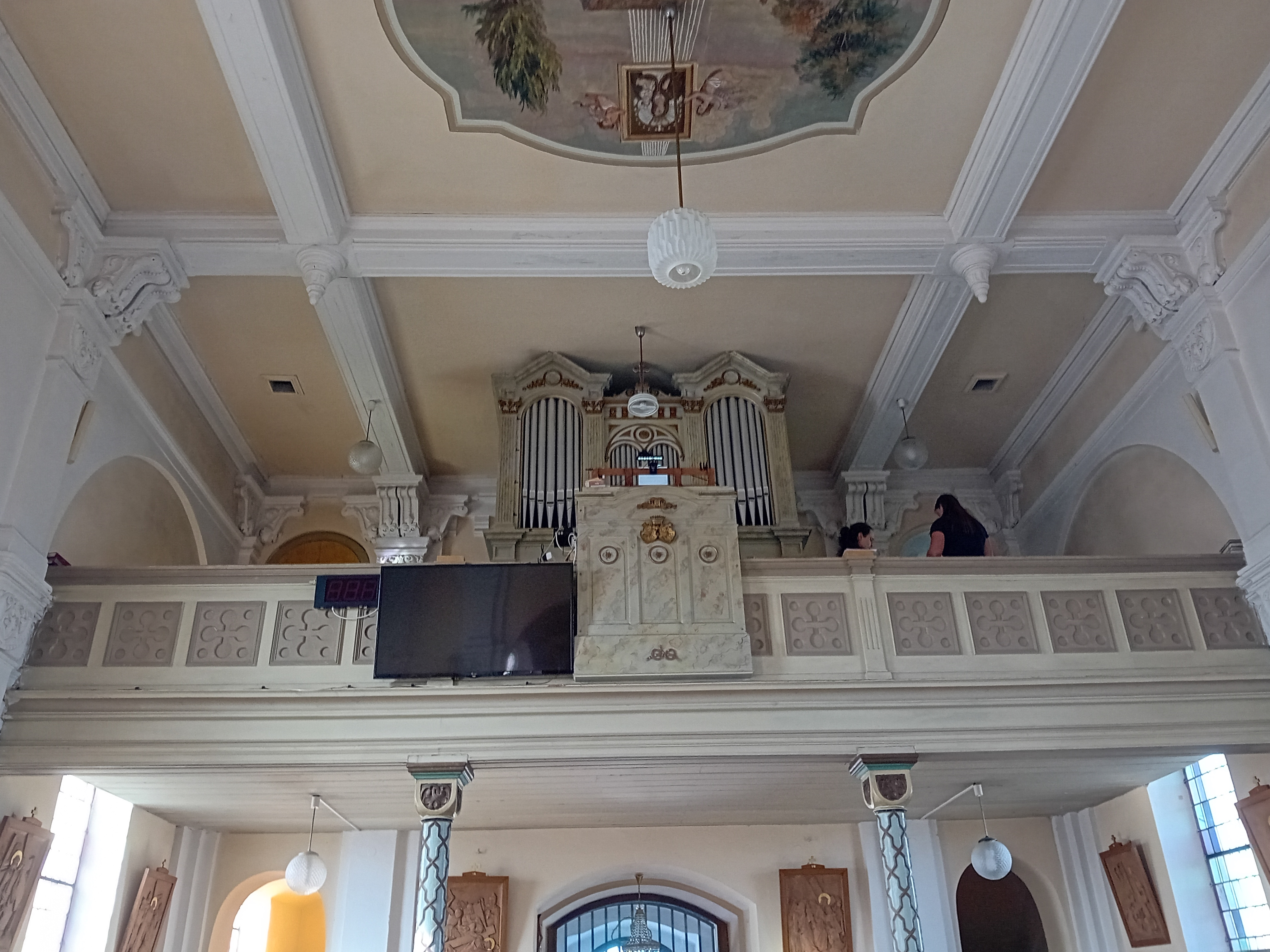
Kruchta s varhanami